# Béla von Darányi
Béla Ignác Gyula von Darányi (ur. 22 kwietnia 1874 w Budapeszcie, zm. 6 stycznia 1949 w Zurychu>) – węgierski strzelec, olimpijczyk.
Darányi wziął udział w Igrzyskach Olimpijskich w Sztokholmie w 1912 r. Wystartował w  konkurencji strzeleckiej. Strzelał karabinem wojskowym w trzech postawach, z odległości 300 m. W konkurencji można było uzyskać maksymalnie 100 pkt (2 rundy, za każdą maksymalnie 50 pkt.) Darányi uzyskał 7 i 5 pkt, czyli łącznie 12. Był to zdecydowanie najgorszy wynik całych zawodów i Darányi zajął ostatnie 91. miejsce.